# Ben Lerner
Pour les articles homonymes, voir Lerner.
Œuvres principales
- Au départ d’Atocha

Ben Lerner, né le 4 février 1979 à Topeka dans le Kansas, est un écrivain américain.

## Biographie
Fils d’un couple de psychologues renommés qui ont travaillé dans la clinique psychiatrique Karl Menninger, diplômé de Brown University, Ben Lerner a remporté plusieurs grands prix de poésie. Il vit aujourd'hui à Brooklyn. Il enseigne la littérature  au Brooklyn College. En 2015 il a reçu le prestigieux "Genius Grant" de la  MacArthur Fondation.

## Œuvres

### Romans
- Au départ d’Atocha, Éditions de l'Olivier, 2014 ((en) Leaving the Atocha Station, 2011)
- 10:04, L'Olivier, coll. « Littérature étrangère », 2016 ((en) 10:04, 2014), trad. Jakuta Alikavazovic, 270 p.  (ISBN 978-2-82360-356-9)[3]
- L’École de Topeka, Christian Bourgois, 2022 ((en) The Topeka School, 2019), trad. Jakuta Alikavazovic, 420 p.  (ISBN 978-2-267-04457-7), finaliste du prix Pulitzer 2020, liste des dix meilleurs livres de 2019 du New York Times et du Washington Post.

### Recueils de poèmes
- (en) The Lichtenberg Figures, 2004
- Angle de lacet, Éditions Joca Seria, coll. « Américaine », 2019 ((en) Angle of Yaw, 2006), 120 p.  (ISBN 978-2-84809-323-9)
- (en) Mean Free Path, 2010